# Jernej Damjan
Jernej Damjan (Liubliana, 28 de maio de 1983) é um saltador de esqui da Eslovênia. Compete desde 2002.
Conquistou a medalha de bronze no evento de pista normal por equipes no Campeonato Mundial de Esqui Nórdico de 2005 em Oberstdorf.